# John Edward Courtenay Bodley
John Edward Courtenay Bodley (Hanley, 6 giugno 1853 – Cuckfield, 28 maggio 1925) è stato un saggista inglese. I suoi scritti ebbero fortuna in Francia, fu amico di Oscar Wilde

## Biografia
Dopo aver studiato al Balliol College di Oxford dal 1873 al 1876 egli si avvicinò ad Oscar Wilde per farlo entrare in  Massoneria nella Loggia Apollo il 23 febbraio 1875   .  Richard Ellmann attribuisce a Bodley un lungo e velenoso articolo su Wilde pubblicato sul New York Times il 21 gennaio 1882.
Dal 1880, fu segretario di Charles Dilke. In un primo momento, Dilke lo ritenne un frivolo, ma successivamente Bodley svolse un ruolo importante nella carriera politica e nella vita privata di Dilke. Bodley fu testimone nel caso del divorzio che troncò la carriera di Dilke. In seguito egli ritenne che la causa della caduta di Dilke fosse stato Joseph Chamberlain.
Bodley fu amico personale del cardinale Henry Edward Manning ("quasi certamente il suo più intimo amico non-Cattolico", tanto che Manning lo preferì come biografo), e scrisse una breve biografia del Cardinale.

## Scritti politici
Gli scritti politici di Bodley seguivano la tradizione di Hippolyte Taine, che conosceva Bodley. Quando Émile Boutmy, un discepolo di Taine, presentò in Inghilterra la sua opera tradotta in inglese, Bodley ne scrisse l'introduzione.

## Opere
- France (1898, due volumi)
- L'Anglomanie et les Traditions Françaises (1899)
- The Coronation of Edward the Seventh: A Chapter of European and Imperial History (1903)
- The Church In France (1906)
- Cardinal Manning; The decay of idealism in France; The Institute of France (1912)
- L'Age Mécanique et le Déclin de l'idéalisme en France (1913)
- The Romance of the Battle-Line in France (1920)